# Mongokhto
Mongokhto (en rus: Монгохто) és un poble (un possiólok) del krai de Khabàrovsk, a Rússia, que el 2018 tenia 3.752 habitants. Pertany al districte rural de Vàninski.